# Parafia św. Wojciecha w Momotach Górnych
Parafia św. Wojciecha w Momotach Górnych – parafia rzymskokatolicka znajdująca się w diecezji sandomierskiej, w dekanacie Janów Lubelski. Została erygowana 9 września 1972 roku.
Do parafii należą: Kiszki, Momoty Dolne, Momoty Górne, Szewce, Ujście.

## Obiekty sakralne
- Kościół św. Wojciecha w Momotach Górnych
- Kaplica Matki Bożej Królowej Świata w Ujściu